# Herophydrus variabilis
Herophydrus variabilis är en skalbaggsart som beskrevs av Régimbart 1906. Herophydrus variabilis ingår i släktet Herophydrus och familjen dykare.

## Underarter
Arten delas in i följande underarter:
- H. v. secundus
- H. v. variabilis